# 8104 Kumamori
8104 Kumamori este un asteroid din centura principală de asteroizi.

## Descriere
8104 Kumamori este un asteroid din centura principală de asteroizi. A fost descoperit pe 19 ianuarie 1994 la Ōizumi de Takao Kobayashi. El prezintă o orbită caracterizată de o semiaxă mare de 3,03 ua, o excentricitate de 0,08 și o înclinație de 9,5° în raport cu ecliptica.